# Цикл Ерікссона

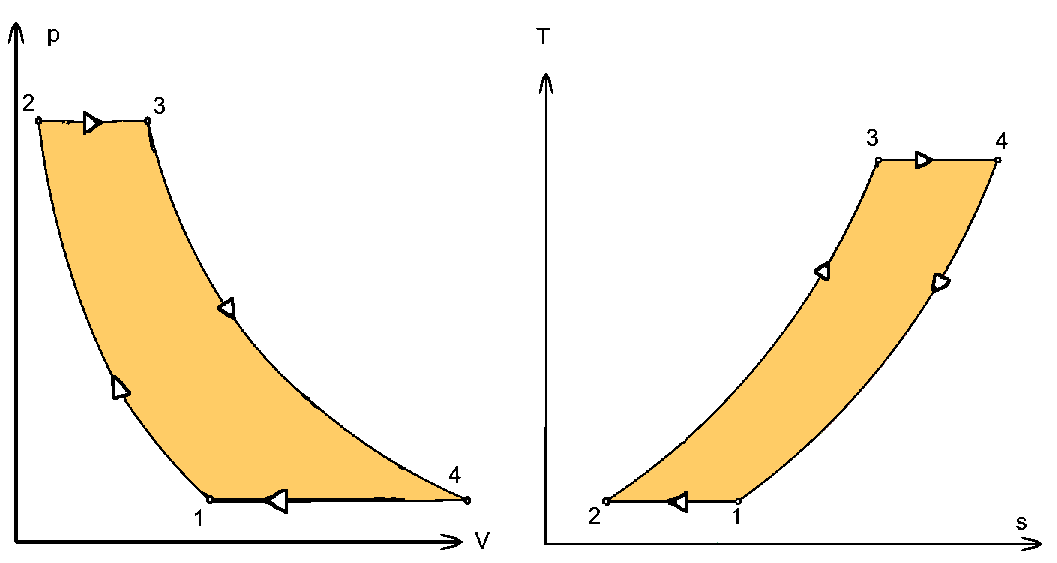
Ідеальний Цикл Ерікссона

Цикл Ерікссона названий на честь винахідника Джона Еріксона, який розробив і побудував багато унікальних теплових двигунів на основі різних термодинамічних циклів. Йому приписують винахід двох унікальних циклів теплових двигунів і розробку практичних двигунів на основі цих циклів. Його перший цикл тепер відомий як замкнутий цикл Брейтона, тоді як його другий цикл тепер називається циклом Ерікссона. Ерікссон є одним із небагатьох, хто створював двигуни відкритого циклу, але він також створював двигуни замкнутого циклу.